# 紺乃千鶴
紺乃 千鶴（こんの ちづる、1982年3月9日 - ）は、日本の女性声優、ナレーター。本名・旧芸名は石川 千鶴（いしかわ ちづる）。宮崎県出身。

## 人物
俳協養成所を経て、俳協営業部。
マウスプロモーション付属養成所卒。
以前はマウスプロモーション、オフィスCHKに所属していた。2020年11月よりグリーンノート業務提携を経て、2021年10月より所属。2023年5月末をもって退所し、フリーランスでの活動となる。
声種は中低音。
趣味は国内旅行、寺社巡り、和物を愛でる。特技は弓道、フルート。

## 出演

### 劇場アニメ
- 劇場版 NARUTO -ナルト- 疾風伝
- 銀色の髪のアギト

### 吹き替え
- 絶対彼氏
- 名探偵ポワロ
- CSI:ニューヨーク
- ミディアム 霊能者アリソン・デュボア
- コールドケース（若いヘレン）
- ケイジャンお宝鑑定団ポーンスターズ（タミー・デラムス＝クレデュー）
- THE BLACKLIST/ブラックリスト
- アメリカン・ピッカーズ(ローレン・レイ)

### ゲーム
- 降魔霊符伝イヅナ 弐（キキョウ、ヤクモ、スズリ、他）
- 悠久の車輪（女召喚士、舞姫サーラ、他）
- 偽りの輪舞曲(ルキア、他)
- CHAOS;HEAD
- ストリートファイターオンライン　（バイチョウフ）
- トワイライトシンドローム（ななぱち）（西原エリ）
- トワイライトシンドローム２（ななぱち）（西原エリ）

### ドラマCD
- 君知るや運命の恋(女中)
- 不実な恋ならたまらない(松園恭子、チビら王)
- うちの娘の為ならば俺はもしかしたら魔王も倒せるかもしれない

### WEBラジオ
- もぎたて★あっぷるぱい（美月）

### ラジオドラマ
- VOMIC ヘタコイ（野島　那智）

### ナレーション
- 日本クラウン　MPV　ナレーション
- ワーナーミュージック・ジャパン　A会議室　ナレーション(111回よりレギュラー)
- GROUP　IMD Video Script　動画ナレーション
- メリーチョコレートカムパニー　企業用VPナレーション
- ONE LIVE with ネスカフェ アンバサダー2016　SPOTナレーション
- SYMPHOBIA　アルバム「Noc-Turn」　SPOTナレーション
- ディズニーアルバム　SPOTナレーション
- 宇多田ヒカル　アルバム「ファントーム」　GEO店頭用ナレーション
- サイボウズクラウド　紹介動画　出演・ナレーション
- KARAtheFIT　DVD　ナレーション
- 音楽「楽器について」　教育用DVD　ナレーション
- 音楽「能について」　教育用DVD　ナレーション